# لایگولیا
لایگولیا (به ایتالیایی: Laigueglia) یک کومونه در ایتالیا است که در استان ساونا واقع شده‌است.

## خصوصیات
لایگولیا ۲ کیلومترمربع مساحت و ۱٬۸۹۵ نفر جمعیت دارد.

## خواهرخوانده
شهرهای La Thuile, Aosta Valley و سمور-ان-اوگزوا خواهرخوانده‌های لایگولیا هستند.